# TP Vision
TP Vision is een bedrijf dat televisies en geluidsapparatuur produceert en ontwikkelt onder licentie van de merknaam Philips. Het bedrijf is commercieel actief in 93 landen. In enkele grote landen is TP Vision niet aanwezig, zoals in Canada, China, Mexico en de Verenigde Staten. De firma is in 2012 ontstaan uit Koninklijke Philips en is sinds 2014 geheel eigendom van het Chinese TPV Technology. Het bedrijf heeft de hoofdzetel in Amsterdam en er werken zo'n 2000 mensen.
Op 18 april 2011 kondigde Philips aan de televisie-afdeling uit te faseren. Hiervan werd op 2 november 2011 een joint-venture ondertekend waarin TPV Technology 70% van de aandelen verkreeg en Philips 30%. TP Vision ging effectief op 2 april 2012 van start. Op 20 januari 2014 kondigde Philips aan dat TPV ook de overige aandelen verkreeg en dat het bedrijf de licentie op de merknaam Philips behield tegen 2% van de jaaromzet met een minimum van 40 miljoen euro.
In juli 2013 werd bekend dat het CBP in Nederland een onderzoek startte naar TP Vision over het gebruik van data van consumenten via cookies en logfiles in 2012 en 2013. TP Vision beloofde zich aan de geldende wetgeving te zullen houden.
In maart 2014 nam TP Vision in de AA Toren in het Belgische Gent een nieuwe researchafdeling in gebruik die vestigingen in Eindhoven en Brugge verving. In januari 2016 werd bekend dat TP Vision 178 van de 238 arbeidsplaatsen in Gent schrapt waarmee de researchafdeling verdwijnt. Het bedrijf richt zich op low- en mid-end televisies en niet meer op high-end toestellen. In Gent blijft een supportafdeling. In het Poolse Gorzów Wielkopolski heeft TPV Technology een productiefaciliteit waar in 2013 ook de productie van TP Vision ondergebracht werd. Hierdoor sloot een fabriek van TP Vision in het Hongaarse Székesfehérvár. Hierbij gingen 370 arbeidsplaatsen verloren en in Székesfehérvár bleef een klein distributiecentrum.
Het is sinds mei 2023 hoofd-partner van de Catalaanse club FC Barcelona.